# マリア・クリスティーナ・ディ・ボルボーネ＝ドゥエ・シチリエ (1779-1849)
マリア・クリスティーナ・ディ・ボルボーネ＝ドゥエ・シチリエ（イタリア語：Maria Cristina Amelia Teresa di Borbone-Due Sicilie, 1779年1月17日 - 1849年3月11日）は、サルデーニャ国王カルロ・フェリーチェの妃。

## 生涯
ナポリとシチリアの国王フェルディナンド4世および3世（のちの両シチリア国王フェルディナンド1世）と王妃マリア・カロリーナ・ダズブルゴ（神聖ローマ皇后マリア・テレジアの娘）の四女として、カゼルタ宮殿で生まれた。
1807年、パレルモでカルロ・フェリーチェ王子と結婚した。カルロ・フェリーチェはヴィットーリオ・アメデーオ3世の五男で、当時王位を継ぐ見込みはなかったが、兄たちに世継ぎとなる男子が育たなかったため、1821年に王位に就いた（サルデーニャ王家であるサヴォイア家はサリカ法による継承法を採用していた）。夫との間に子はなく、1849年にマリア・クリスティーナはサヴォーナで死去した。サヴォイア家の菩提寺の一つオートコンブ修道院（現フランス、サヴォワ県）に埋葬された。
| マリア・クリスティーナ・ディ・ボルボーネ＝ドゥエ・シチリエ (1779-1849) ブルボン＝シチリア家 1779年1月17日 - 1849年3月11日 |                                                |                                               |
| イタリア王室 |                                                |                                               |
| 先代 マリーア・テレーザ・ダウストリア＝エステ                                                                             | サルデーニャ王妃 1821年3月12日 – 1831年4月27日 | 次代 マリア・テレーザ・ダズブルゴ＝トスカーナ |